# Nomia seyrigi
Nomia seyrigi är en biart som beskrevs av Raymond Benoist 1964. Nomia seyrigi ingår i släktet Nomia och familjen vägbin. Inga underarter finns listade i Catalogue of Life.